# Digitaria eminens
Digitaria eminens là một loài thực vật có hoa trong họ Hòa thảo. Loài này được (Steud.) Backer mô tả khoa học đầu tiên năm 1922.